# Ingolstadt Mitte

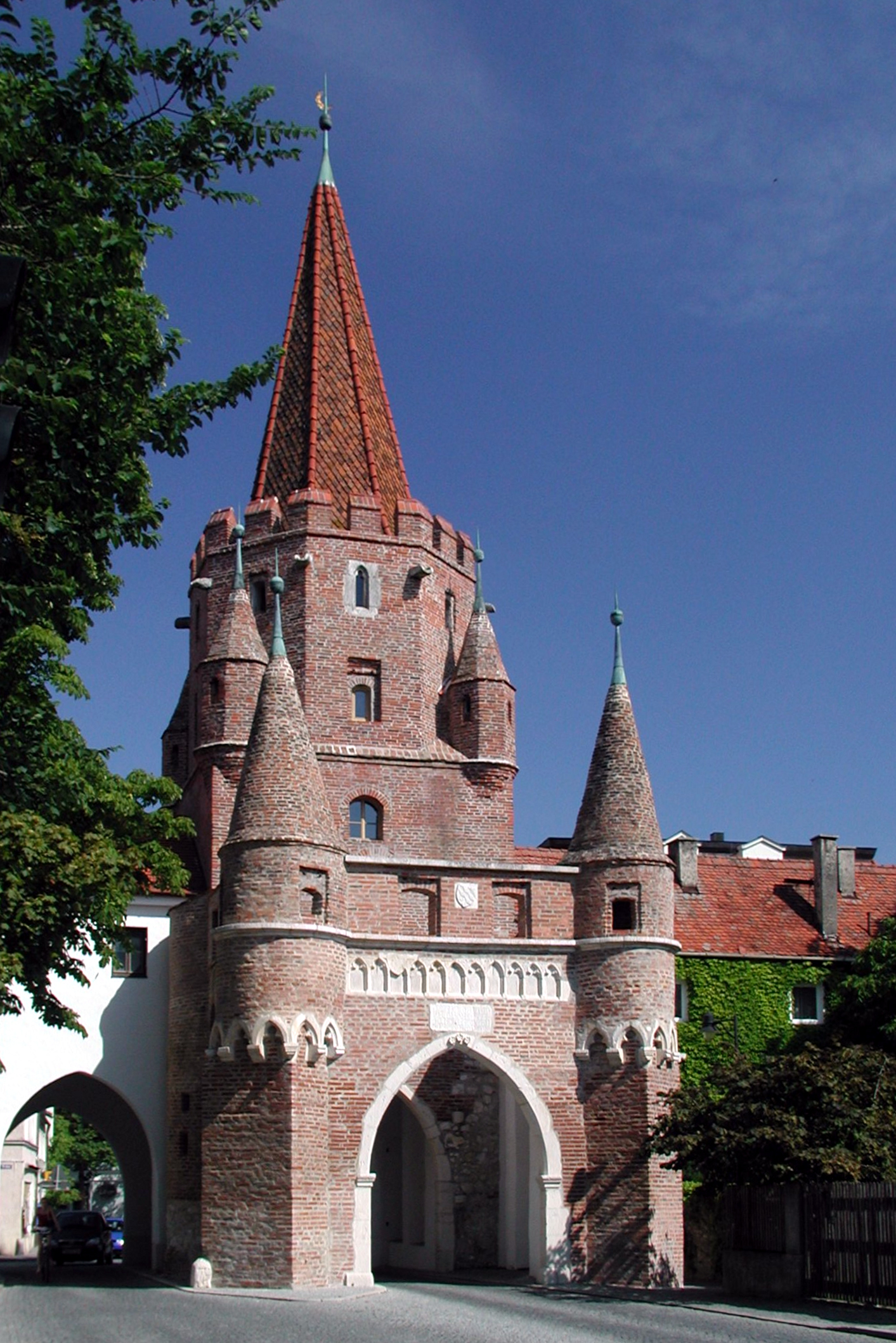
Kreuztor im Bezirk Mitte

Der Bezirk Ingolstadt Mitte ist ein Stadtbezirk im Zentrum von Ingolstadt. Es umfasst die Historische Altstadt und weitere Gebiete im Westen wie den Baggersee. Außerdem befinden sich hier der Ingolstädter Festplatz und das Ingolstädter Freibad. Das Alte Eisstadion sowie das Alte Hallenbad an der Jahnstraße wurden im Jahre 2014 bzw. 2017 abgerissen, wodurch auf der Fläche des Eisstadions das neue Ingolstädter Sportbad gebaut und 2016 eröffnet werden konnte. Die Altstadt ist in vier Unterbezirke, dem Gelben, Weißen, Roten und Grünen Viertel unterteilt, was historische Gründe hat. Im Bezirk leben 14.339 Einwohner mit Hauptwohnsitz (31. Dezember 2015) auf einer Fläche von 1.142,4 Hektar.